# Lagrange, Hautes-Pyrénées
Lagrange är en kommun i departementet Hautes-Pyrénées i regionen Occitanien i sydvästra Frankrike. Kommunen ligger i kantonen Lannemezan som tillhör arrondissementet Bagnères-de-Bigorre. År 2022 hade Lagrange 255 invånare.

## Befolkningsutveckling
Antalet invånare i kommunen Lagrange
| Referens: INSEE |